# Лорен (линеен кораб, 1913)
Лорен (на френски: Lorraine) е френски линеен кораб. Вторият в серията от три френски линейни кораби от 1910-те години. Кръстен е в чест на френския регион Лотарингия. Независимо от своята класификация като свръхдредноути, всички кораби от серията „Бретан“ по своите размери не превъзхождат предшестващия тип „Курбе“, страдайки от същите ограничения, наложени от възможностите на наличните във френските военноморски бази докове.
„Лорен“ преминава службата си във френския средиземноморски флот в качеството на флагман. По време на Първата световна война линкорът се базира в Корфу, блокирайки Австро-унгарския флот в Адриатическо море, но не води бойни действия. „Лорен“ е модернизиран през 1920-те и 1930-те години. През 1935 г. средната 340-милиметрова оръдейна кула на линкора е демонтирана, за да се поставят хангар и устройство за пуск на самолети.
След началото на Втората световна война „Лорен“ съпровожда конвоя превозващ златото на френската хазна към Бермудите. Със завръщането си линкорът действа в Средиземноморието. По време на капитулацията на Франция, през юли 1940 г., „Лорен“ се намира в Александрия, където е разоръжен от Кралския военноморски флот. „Лорен“ е предаден на Свободна Франция и през декември 1942 г. е преоборудван за последваща военна служба; той оказва поддръжка с оръдеен огън в Южно-французская операция, август-септември 1944 г., и бомбардира немските позиции при Ла Рошел през април 1945 г. След края на войната „Лорен“ се използва като учебен кораб, а след това до края на 1953 г. се използва като склад. След това старият линкор е отписан от флота и продаден за разкомплектоване за метал.